# Dreibärtelige Seequappe
Die Dreibärtelige Seequappe (Gaidropsarus vulgaris) ist ein Fisch aus der Ordnung der Dorschartigen (Gadiformes).

## Merkmale
Die Dreibärtelige Seequappe wird bis zu 60 cm lang und ist bräunlich gefärbt mit großen dunkelbraunen Flecken auf Kopf und Körper. Die Färbung der Flossen variiert mit dem Verbreitungsgebiet. Die dunklen Flecke auf den Flossen sind bei Exemplaren im südlichen Verbreitungsgebiet dunkler als bei denen aus dem nördlichen Vorkommen. Der Name weist auf ihre drei Barteln hin: sie besitzt je eine an den Nasenöffnungen und eine längere an der Spitze des Unterkiefers. Vor der Rückenflosse liegt ein einzelner Flossenstrahl der kürzer als der Augendurchmesser ist und dem ein niedriger fleischiger Saum folgt.

## Verbreitung
Die Dreibärtelige Seequappe lebt küstennah in Tiefen von 20 bis 120 Metern im europäischen Westatlantik von der Küste des südlichen Norwegen und der Färöer über die Nordsee, rund um die Britischen Inseln, in der Biskaya und an der Nordküste des westlichen Mittelmeeres bis zur Adria. Dabei bevorzugt sie kühleres Wasser.

## Ökologie
Die Dreibärtelige Seequappe entfernt sich meistens nicht weit von ihrem Versteck. Ihre Nahrung besteht überwiegend aus kleinen Fischen, Krebsen und anderen Wirbellosen. Die Dreibärtelige Seequappe wird mit Schleppnetzen und Langleinen gefangen und in den meisten Teilen ihres Verbreitungsgebietes als Speisefisch genutzt.